# ويليام أوستين بيرت
ويليام أوستين بيرت (بالإنجليزية: William Austin Burt)‏ هو مستكشف وسياسي أمريكي، ولد في 13 يونيو 1792 في بيترسهام في الولايات المتحدة، وتوفي في 18 أغسطس 1858 في ديترويت في الولايات المتحدة. انتخب عضو مجلس نواب ميشيغان ‏.